# Euphorbia estevesii
Euphorbia estevesii är en törelväxtart som beskrevs av N.Zimm. och P.J.Braun. Euphorbia estevesii ingår i släktet törlar, och familjen törelväxter. Inga underarter finns listade i Catalogue of Life.